# ドミンゴ・マルティネス
ドミンゴ・エミリオ・マルティネス・ラフォンタイン（Domingo Emilio Martínez Lafontaine、1965年8月4日 - ）は、ドミニカ共和国・サントドミンゴ出身の元プロ野球選手（内野手、外野手）。
愛称は「マルちゃん」。西武時代は、年齢を2歳若くサバ読みしていた。
2006年から中日ドラゴンズの外国人選手のスカウトを担当している。

## 来歴

### 西武時代
1996年12月18日に新外国人として西武ライオンズへの入団が発表された。背番号は60・年俸8,000万円の1年契約で、同年限りで巨人にFA移籍した清原和博に代わって中軸を打てる選手と期待された。
開幕戦こそ無安打だったものの、第2戦には初本塁打を放つ。幸先のいいスタートを切ったかに見えたが、キャンプ・オープン戦でも不安視されていた守備面を気にしすぎたあまり打撃に影響が出てしまい、4月27日には平凡なフライを落球したことによって、以後優勝が決まるまですべて指名打者での出場となった。しかし、4月下旬にマルティネスの妻子が来日し、ポジションも「5番・指名打者」に固定されると自慢の打力が目を覚まし、勝負強い打撃でチームを牽引した。「マルちゃん」のニックネームをつけられてチームの人気者となり、打席に入ると観客席から「マルちゃん」コールが入っていた。1997年には指名打者として3割30本100打点を達成してベストナインに選出されている。同年の日本シリーズでは、当時共にクリーンナップを打っていた髙木大成、鈴木健と守れるポジションが重なり、左翼手を守ることも検討されたが、あまりの守備のひどさに西武首脳陣は断念したという。翌1998年はほぼすべての試合に指名打者で出場。守備についたのは、9月8日の試合のみであった（総力戦となって捕手が足りなくなり、一塁手の髙木大成が捕手に回ったことによって、指名打者を外して一塁手についたもの）。同年の日本シリーズでは、DH制の無い第1、2、6戦では、すべて代打での出場であった。シリーズ終了後、2年連続で30本塁打、90打点以上の成績を残しのにもかかわらず、走れない、守れない、そしてチームを若返りさせることを理由に同年11月24日西武を解雇された。しかし、マルティネスの退団以降、西武は入団する外国人選手の不振が続き、2000年に入団したトニー・フェルナンデスは打率こそ.327を記録したが本塁打は11本と長打が期待できず、2001年のアレックス・カブレラ、スコット・マクレーンの入団まで長距離打者不在に悩まされた。
普段は温厚な性格だが、1998年5月19日の日本ハム戦（東京ドーム）において、芝草宇宙からデッドボールを受けると激昂して芝草に突進して乱闘を起こし、暴力行為で退場処分を受けている。これはマルティネスが打席に入る前に、日本ハムベンチにいたジェリー・ブルックスとナイジェル・ウィルソンから「今度は（死球）行くぞ」「ぶつけろ」という内容の野次を英語で浴びせられ、本当に死球を受けたことで感情が一気にたかぶったとされており、この試合後に監督の東尾修は「普段おとなしくて温厚なマルちゃんがあれだけ怒るんだから、ひどいことを言われたんだよ」とコメントしている。車を持っていなかったため、ホームゲームでは西武ライオンズ球場に西武鉄道を使い電車通勤をしていた。
好調時と不調時のフォームをビデオで熱心に見比べており、当時西武の打撃コーチだった土井正博は「こんな研究熱心な外国人選手は珍しい」と語っていた。

### 巨人時代
西武退団後の翌1999年はリーガ・メヒカーナ・デ・ベイスボルでプレーしていたが、打線の迫力不足に悩んでいた巨人がシーズン途中の5月27日に獲得を発表し、6月4日に入団会見が行われた（同年の巨人は、当初「純国産打線」を方針に掲げていたため、外国人野手は一切獲得していなかった）。入団当初は代打で7打席無安打と不振が続いたものの、同年6月19日の対阪神戦（東京ドーム）にレフトでスタメン起用されると、ダレル・メイから2打席連続本塁打を放つなど大活躍。これをきっかけに、同年は不振と故障に喘いだ清原に代わって4番・ファーストに入ることも多かった。このレフトでのスタメン起用については、試合前に長嶋監督の直感で急に決まったものであり、試合前の練習機会もない起用であった。また、メジャー・マイナーを通じて外野は2試合しか守ったことがなかった。
7月10日の対広島戦で満塁の場面で左翼ポール際の本塁打かファウルかという大飛球を打った際に、本塁ベース上で小首を傾げ、右手をまるで招き猫のようなポーズをとって打球の行方を見ていた。そして本塁打と判定され、ヘルメットがずり落ちるほどにガッツポーズをとった。このシーンはよく同年の珍プレーで題材にもなった。また、その場面が写った野球カードもある。
2000年も前半負傷の清原の穴を埋めミレニアム打線の5番打者として定着、6月終了時点で17本塁打を放っていたが、清原が復帰すると間もなくベンチ要員となり、自身も下降線を辿って7月以降の本塁打は0であった。同年のオールスターゲームにファン投票で初選出されるも、出場を辞退。翌2001年は清原の復活に伴って出場機会が減り、オフに契約年数が切れたため退団した。

### 巨人退団後
再度アメリカ球界を経て、2006年から中日ドラゴンズの外国人スカウトに就任した。西武時代にコーチだった森繁和の要望でもあった。森も中日コーチになってからはドミニカに渡って外国人選手の調査などしており、マルティネスが加わったことで現地出身の選手を多く輩出している。なお、森がチームを一旦去った2012年と2013年も、マルティネスは中日に残ってスカウトを続けており、実際に2012年オフにドミニカ出身のエクトル・ルナを獲得している。

## 人物
山田哲人の幼少期の憧れは巨人時代のマルティネスだったとされる。
巨人時代は清原とのレギュラー争いを各マスコミが煽ったが、マルティネスは「私は代打でもいいし、清原選手が代打で、自分がスタメンでもいい。それは監督が考えて使うこと」「個人の記録は関係ない。優勝のために全力を尽くすだけ」と大人の対応をしていた。
スカウトに就任してからはトニ・ブランコ、エクトル・ルナといった有望な選手を発掘しており、「日本のプロ野球の練習は本当にきつい。ドミニカ人が適応するにはメンタルの強さが必要だ。そういう選手を探し出している」という言葉を残している。
2019年4月にフルカウントのインタビューに応じ、「日本最終年の2001年以来行っていないんだ。機会があれば是非また行きたいね」と語っている。日本に居た時代にすごいと思った投手は上原浩治、西口文也、工藤公康、すごいと思った打者は鈴木健、松井秀喜、高橋由伸、江藤智、前田智徳、緒方孝市の名前を挙げている。

## 詳細情報

### 年度別打撃成績
| 年 度    | 球 団    | 試 合 | 打 席 | 打 数 | 得 点 | 安 打 | 二 塁 打 | 三 塁 打 | 本 塁 打 | 塁 打 | 打 点 | 盗 塁 | 盗 塁 死 | 犠 打 | 犠 飛 | 四 球 | 敬 遠 | 死 球 | 三 振 | 併 殺 打 | 打 率 | 出 塁 率 | 長 打 率 | O P S |
| -------- | -------- | ----- | ----- | ----- | ----- | ----- | -------- | -------- | -------- | ----- | ----- | ----- | -------- | ----- | ----- | ----- | ----- | ----- | ----- | -------- | ----- | -------- | -------- | ----- |
| 1992     | TOR      | 7     | 8     | 8     | 2     | 5     | 0        | 0        | 1        | 8     | 3     | 0     | 0        | 0     | 0     | 0     | 0     | 0     | 1     | 0        | .625  | .625     | 1.000    | 1.625 |
| 1993     | TOR      | 8     | 15    | 14    | 2     | 4     | 0        | 0        | 1        | 7     | 3     | 0     | 0        | 0     | 0     | 1     | 0     | 0     | 7     | 0        | .286  | .333     | .500     | .833  |
| 1997     | 西武     | 130   | 558   | 488   | 63    | 149   | 24       | 1        | 31       | 268   | 108   | 3     | 0        | 0     | 5     | 61    | 9     | 4     | 103   | 18       | .305  | .384     | .549     | .933  |
| 1998     | 西武     | 133   | 563   | 491   | 65    | 139   | 16       | 1        | 30       | 247   | 95    | 4     | 4        | 0     | 8     | 59    | 6     | 5     | 101   | 21       | .283  | .361     | .503     | .864  |
| 1999     | 巨人     | 83    | 291   | 262   | 31    | 85    | 14       | 0        | 16       | 147   | 56    | 1     | 0        | 0     | 2     | 24    | 1     | 3     | 55    | 12       | .324  | .385     | .561     | .946  |
| 2000     | 巨人     | 111   | 348   | 320   | 42    | 92    | 16       | 1        | 17       | 161   | 64    | 0     | 0        | 0     | 4     | 21    | 3     | 3     | 65    | 12       | .288  | .333     | .503     | .836  |
| 2001     | 巨人     | 81    | 147   | 135   | 13    | 32    | 6        | 0        | 10       | 68    | 27    | 1     | 0        | 0     | 2     | 10    | 2     | 0     | 37    | 6        | .237  | .286     | .504     | .789  |
| MLB：2年 | MLB：2年 | 15    | 23    | 22    | 4     | 9     | 0        | 0        | 2        | 15    | 6     | 0     | 0        | 0     | 0     | 1     | 0     | 0     | 8     | 0        | .409  | .435     | .682     | 1.117 |
| NPB：5年 | NPB：5年 | 538   | 1907  | 1696  | 214   | 497   | 76       | 3        | 104      | 891   | 350   | 9     | 4        | 0     | 21    | 175   | 21    | 15    | 361   | 69       | .293  | .360     | .525     | .886  |

### 年度別守備成績
| 年 度 | 球 団 | 一塁（1B） | 一塁（1B） | 一塁（1B） | 一塁（1B） | 一塁（1B） | 一塁（1B） | 三塁（3B） | 三塁（3B） | 三塁（3B） | 三塁（3B） | 三塁（3B） | 三塁（3B） |
| 年 度 | 球 団 | 試 合      | 刺 殺      | 補 殺      | 失 策      | 併 殺      | 守 備 率   | 試 合      | 刺 殺      | 補 殺      | 失 策      | 併 殺      | 守 備 率   |
| ----- | ----- | ---------- | ---------- | ---------- | ---------- | ---------- | ---------- | ---------- | ---------- | ---------- | ---------- | ---------- | ---------- |
| 1992  | TOR   | 7          | 12         | 0          | 0          | 2          | 1.000      | -          | -          | -          | -          | -          | -          |
| 1993  | TOR   | 7          | 25         | 4          | 0          | 2          | 1.000      | 1          | 0          | 0          | 0          | 0          | ----       |
| MLB   | MLB   | 14         | 37         | 4          | 0          | 4          | 1.000      | 1          | 0          | 0          | 0          | 0          | ----       |

### 表彰
- ベストナイン：1回 （1997年）
- 月間MVP：1回（1997年5月）

### 記録
NPB
- 初出場・初先発出場：1997年4月5日、対福岡ダイエーホークス1回戦（西武ライオンズ球場）、5番・一塁手として先発出場
- 初安打・初本塁打・初打点：1997年4月8日、対オリックス・ブルーウェーブ1回戦（西武ライオンズ球場）、9回裏に星野伸之からソロ
- 100本塁打：2001年8月11日、対ヤクルトスワローズ21回戦（東京ドーム）、4回裏に藤井秀悟から左中間へ決勝ソロ　※史上215人目

### 背番号
- 19 （1992年）
- 5 （1993年）
- 60 （1997年 - 1998年）
- 48 （1999年 - 2001年）